# عندما نستيقظ نحن الموتى
عندما نستيقظ نحن الموتى (بالنرويجية: Når vi døde vågner‏) مسرحية من تأليف الكاتب المسرحي النرويجي هنريك إبسن. كتب إبسن المسرحية بين شهري فبراير ونوفمبر من العام 1899، وتُعدُّ هذه المسرحية آخر أعماله الأدبية، أوَّل عرض لها كان في مسرح هايماركت في لندن في شهر ديسمبر، وطُبِعَت المسرحية بعد عرضها بأيام. كان إبسن يُخطِّط أن يٍُسمِّي المسرحية «يوم البعث»، استسقى إبسن بعض أجزاء المسرحية من سيرته الذاتية، ويرى بعض النُّقاد أنَّ ابسن استوحى هذه المسرحية من العلاقة بين أوغوست رودان وكاميل كلوديل. تُضمُّ المسرحية إلى المرحلة الثالثة من التطوُّر الفنِّي لدى إبسن، وتُوضع إلى جانب «سيد البنائين» و«إيولف الصغير» و«جون جابرييل بوركمان»

## وصلات خارجية
- عندما نستيقظ نحن الموتى (When We Dead Awaken)، على مشروع جوتنبرج.
- عندما نستيقظ نحن الموتى (When We Dead Awaken)، على ليبري فوكس.